# Rahkolampi
Rahkolampi eller Rahkalampi är en sjö i Finland. Den ligger i kommunen Kuusamo i landskapet Norra Österbotten, i den nordöstra delen av landet, 700 km norr om huvudstaden Helsingfors. Rahkolampi ligger vid sjön Suininki. Arean är 12,1 hektar och strandlinjen är 1,9 kilometer lång. Sjön  ingår i Koundaälvens huvudavrinningsområde. 